# Coise-Saint-Jean-Pied-Gauthier
Coise-Saint-Jean-Pied-Gauthier és un municipi francès situat al departament de la Savoia i a la regió d'Alvèrnia-Roine-Alps. L'any 2007 tenia 1.137 habitants.

## Demografia

### Població
El 2007 la població de fet de Coise-Saint-Jean-Pied-Gauthier era de 1.137 persones. Hi havia 413 famílies de les quals 82 eren unipersonals (45 homes vivint sols i 37 dones vivint soles), 120 parelles sense fills, 174 parelles amb fills i 37 famílies monoparentals amb fills.
La població ha evolucionat segons el següent gràfic:
Habitants censats

### Habitatges
El 2007 hi havia 467 habitatges, 424 eren l'habitatge principal de la família, 24 eren segones residències i 20 estaven desocupats. 411 eren cases i 55 eren apartaments. Dels 424 habitatges principals, 336 estaven ocupats pels seus propietaris, 73 estaven llogats i ocupats pels llogaters i 14 estaven cedits a títol gratuït; 2 tenien una cambra, 18 en tenien dues, 59 en tenien tres, 94 en tenien quatre i 251 en tenien cinc o més. 349 habitatges disposaven pel capbaix d'una plaça de pàrquing. A 142 habitatges hi havia un automòbil i a 250 n'hi havia dos o més.

### Piràmide de població
La piràmide de població per edats i sexe el 2009 era:
| Homes | Edats   | Dones |
| ----- | ------- | ----- |
| 0     | 95 o +  | 0     |
| 0     | 90 a 94 | 0     |
| 0     | 85 a 89 | 8     |
| 12    | 80 a 84 | 0     |
| 20    | 75 a 79 | 32    |
| 12    | 70 a 74 | 12    |
| 8     | 65 a 69 | 4     |
| 20    | 60 a 64 | 32    |
| 12    | 55 a 59 | 16    |
| 48    | 50 a 54 | 32    |
| 52    | 45 a 49 | 32    |
| 44    | 40 a 44 | 68    |
| 36    | 35 a 39 | 24    |
| 28    | 30 a 34 | 28    |
| 24    | 25 a 29 | 24    |
| 44    | 20 a 24 | 24    |
| 28    | 15 a 19 | 36    |
| 40    | 10 a 14 | 12    |
| 44    | 5 a 9   | 20    |
| 44    | 0 a 4   | 28    |

## Economia
El 2007 la població en edat de treballar era de 736 persones, 563 eren actives i 173 eren inactives. De les 563 persones actives 523 estaven ocupades (294 homes i 229 dones) i 39 estaven aturades (9 homes i 30 dones). De les 173 persones inactives 68 estaven jubilades, 44 estaven estudiant i 61 estaven classificades com a «altres inactius».

### Ingressos
El 2009 a Coise-Saint-Jean-Pied-Gauthier hi havia 450 unitats fiscals que integraven 1.199 persones, la mediana anual d'ingressos fiscals per persona era de 20.043 €.

### Activitats econòmiques
Dels 44 establiments que hi havia el 2007, 1 era d'una empresa extractiva, 1 d'una empresa alimentària, 1 d'una empresa de fabricació de material elèctric, 7 d'empreses de fabricació d'altres productes industrials, 6 d'empreses de construcció, 12 d'empreses de comerç i reparació d'automòbils, 2 d'empreses de transport, 2 d'empreses d'hostatgeria i restauració, 1 d'una empresa d'informació i comunicació, 1 d'una empresa immobiliària, 5 d'empreses de serveis, 3 d'entitats de l'administració pública i 2 d'empreses classificades com a «altres activitats de serveis».
Dels 9 establiments de servei als particulars que hi havia el 2009, 2 eren tallers de reparació d'automòbils i de material agrícola, 2 paletes, 1 guixaire pintor, 1 fusteria, 1 lampisteria, 1 electricista i 1 restaurant.
L'únic establiment comercial que hi havia el 2009 era una botiga de menys de 120 m².
L'any 2000 a Coise-Saint-Jean-Pied-Gauthier hi havia 35 explotacions agrícoles que ocupaven un total de 1.462 hectàrees.

## Equipaments sanitaris i escolars
El 2009 hi havia una escola elemental integrada dins d'un grup escolar amb les comunes properes formant una escola dispersa.

## Poblacions més properes
El següent diagrama mostra les poblacions més properes.